# District d'Ōi
Le district d'Ōi (大飯郡, Ōi-gun) est un district de la préfecture de Fukui au Japon.

## Géographie

### Démographie
Lors du recensement national de 2000, la population du district d'Ōi était de 19 151 habitants répartis sur une superficie de 140 km2.

### Communes du district
- Ōi
- Takahama